# 山村和也
山村和也（日语：／ Yamamura Kazuya，1989年12月2日—）是一名日本足球運動員，現效力日職球隊川崎前鋒，前日本國家足球隊成員。

## 俱樂部生涯
山村和也1989年12月出生。他是高中最强名门国见高校的球员。进入流通经济大学后在大学二年级就入选了日本国家足球队参加亚洲杯预选赛。鹿岛鹿角对他有信任，他也在毕业初期两个赛季打上主力。
当后昌子源和植田直通成为国家队的绝对主力时，山村和也只能离开鹿岛去到刚刚升级的大阪樱花，去年改打进攻位置的他展现了全能的一面，帮助大阪樱花回到日职联赛，2018年赛季日职出场24次进2球。
日职联赛球队川崎前锋官方宣布，大阪樱花中场山村和也正式转会加盟。

## 國家隊生涯
2010年1月6日，日本将与也门进行友谊赛，主教练冈田武史征召了后腰山村和也，是日本队自1991年至今，18年来首次入选国家队的大学球员。

## 個人生活
妻子三村恭代，1985年出生，比山村和也要大4岁多，在山村和也毕业之后就与其结婚。

## 外部連結
- National Football Teams
- Japan National Football Team Database
- 山村和也 – FIFA國際賽競賽紀錄 (存檔)
- 日本職業足球聯賽中的山村和也 （日語）
- Kazuya Yamamura – at Ryutsu Keizai University FC Official site
- Profile at Cerezo Osaka
- Soccerway資料庫：山村和也